# Linia kolejowa nr 303 (KPK-LK)
Linia kolejowa Kotlarnia – Ortowice – przemysłowa, jednotorowa linia kolejowa nr 303 zarządzana przez spółkę Kopalnia Piasku Kotlarnia – Linie Kolejowe. Linia stanowi główny ciąg wywozowy piasku z pól piaskowych w Kotlarni do kopalń na Górnym Śląsku.

## Przebieg
Linia kolejowa prowadzi z pól piaskowych Korzonek i Ortowice do stacji Kotlarnia. Jedyne punkty eksploatacyjne na linii to stacje Kotlarnia i Ortowice oraz nieczynne już stacje Korzonek i Leśniczówka. Według zarządcy infrastruktury linia ma kategorię III, najniższą (do 25 km/h).

## Stacje i posterunki ruchu
- Kotlarnia km 0,514
- Ortowice km 3,860